# Ormosia perpusilla
Ormosia perpusilla är en tvåvingeart som beskrevs av Edwards 1912. Ormosia perpusilla ingår i släktet Ormosia och familjen småharkrankar.
Artens utbredningsområde är Seychellerna. Inga underarter finns listade i Catalogue of Life.